# Abdelmalek Sayad
Abdelmalek Sayad (Beni Djellil, Argélia, 24 de novembro de 1933 – Dommartin, França, 13 de março de 1998) foi um sociólogo argelino dedicado ao estudo do fenômeno migratório de argelinos entre a Argélia e a França, durante e após o período da colonização francesa.
Apesar de ter trabalhado especificamente com a migração argelina, Sayad é considerado um dos principais teóricos dos estudos migratórios contemporâneos. Sua influência não se restringe à sociologia. Ela também se faz muito presente em áreas como antropologia, psicologia, geografia e direito, além da saúde. Sua produção intelectual ganhou destaque por estar engajada com a denúncia das contradições sociais vividas por migrantes tanto na sociedade de destino, quanto na de origem. Além disso, ficou conhecido nos estudos migratórios por se valer de técnicas de entrevistas que permitiam com que seus entrevistados desenvolvessem reflexões sobre o fenômeno migratório em si, bem como de suas próprias experiências. Isso lhe rendeu o apelido de “escrivão público”, dado por Pierre Bourdieu.
Começou sua carreira como professor primário em Argel. Em seguida, trabalhou como pesquisador vinculado à Association pour la Recherche Démographique, Économique et Sociale (ARDES) e, posteriormente, na École Pratique des Hautes Études (EPHE) e Centre National des Recherches Scientifiques (CNRS). Além disso, atuou em diversas associações políticas em defesa da causa migrante e contra a escalada de violência vivida na Argélia, durante a década de 1990. 
Sayad deixou uma considerável produção científica através de artigos, livros, entrevistas e palestras. Seus livros mais conhecidos são A Imigração ou os Paradoxos da Alteridade, La double absence. Des illusions de l’émigré, que reúnem um importante conjunto de artigos publicados entre as décadas de 1970 e 1990. Nessas duas publicações, é possível compreender sua famosa definição do fenômeno migratório enquanto um fato social total. Em torno desse tema central, Sayad desenvolve reflexões sobre o estado, convenções internacionais, condições de trabalho, direito, saúde, família, diacronia e linguística. Além disso, explorou o tema em uma dimensão diacrônica.

## Biografia

### Família
Nasce como Malek Ath-Messaoud, em 24 de novembro de 1933. Contudo, foi registrado como Abdelmalek Sayad. Seu primeiro nome vem de um irmão que morreu dois anos antes de ele nascer. E seu sobrenome Sayad, por autoridade colonial e parental, substituiu seu nome "verdadeiro", o da tribo Ath-Messaoud. Sayad, portanto, nasceu na aldeia de Aghbala, na Pequena Cabília, região montanhosa e de difícil acesso. Aghbala era composta por clãs rivais e sua família era composta por lideranças locais em declínio político. Uma rivalidade que era alimentada pela longa ocupação francesa.

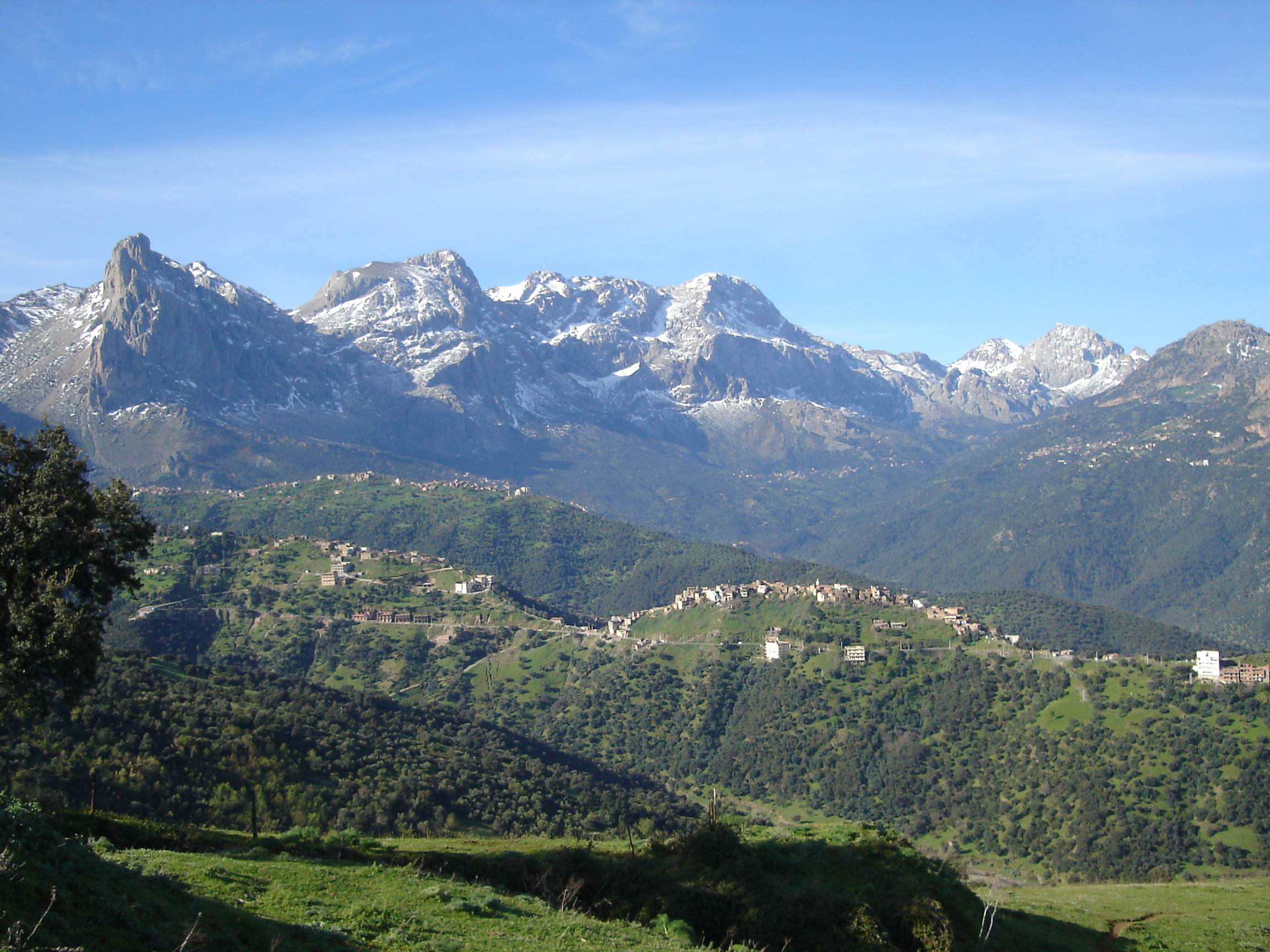
Cabila, no Norte da Argélia

Seu bisavô materno, Abbas, na condição de cheikh (líder religioso e político) da tribo de At Djellil (tribo à qual Sayad e seus familiares também pertenciam), participou da Revolta Mokrani, em 1871, uma importante insurreição cabila contra as condições de vida paupérrimas, geradas pela metrópole, durante a passagem do Segundo Império para a Terceira República Francesa. Seu avô paterno, Mohand Oulhadj Sayad, foi um caïd do douar Ihadjadjen, cargo com funções intermediárias entre o regime colonial e a população colonizada. Foi, também, o responsável pela criação de, pelo menos, sete escolas locais. Seu primo mais próximo, Abdelaliz Sayad, em 1945, militou na seção local dos Les Amis du Manifeste et de la Liberté (AML), fundado por Ferhat Abbas, e, mais tarde, tornou-se presidente da seção regional de jovens da UDMA. Seu tio materno foi responsável pelo treinamento religioso de futuros líderes do Exército de Libertação Nacional (ALN) na região. Seu pai, Bashir, secretário de uma comunidade cabila, não poupou esforços em denunciar casos de corrupção, exploração trabalhista e desvio de recursos vitais de comunidades rurais, produzidos por lideranças locais aliadas com o regime colonial francês.

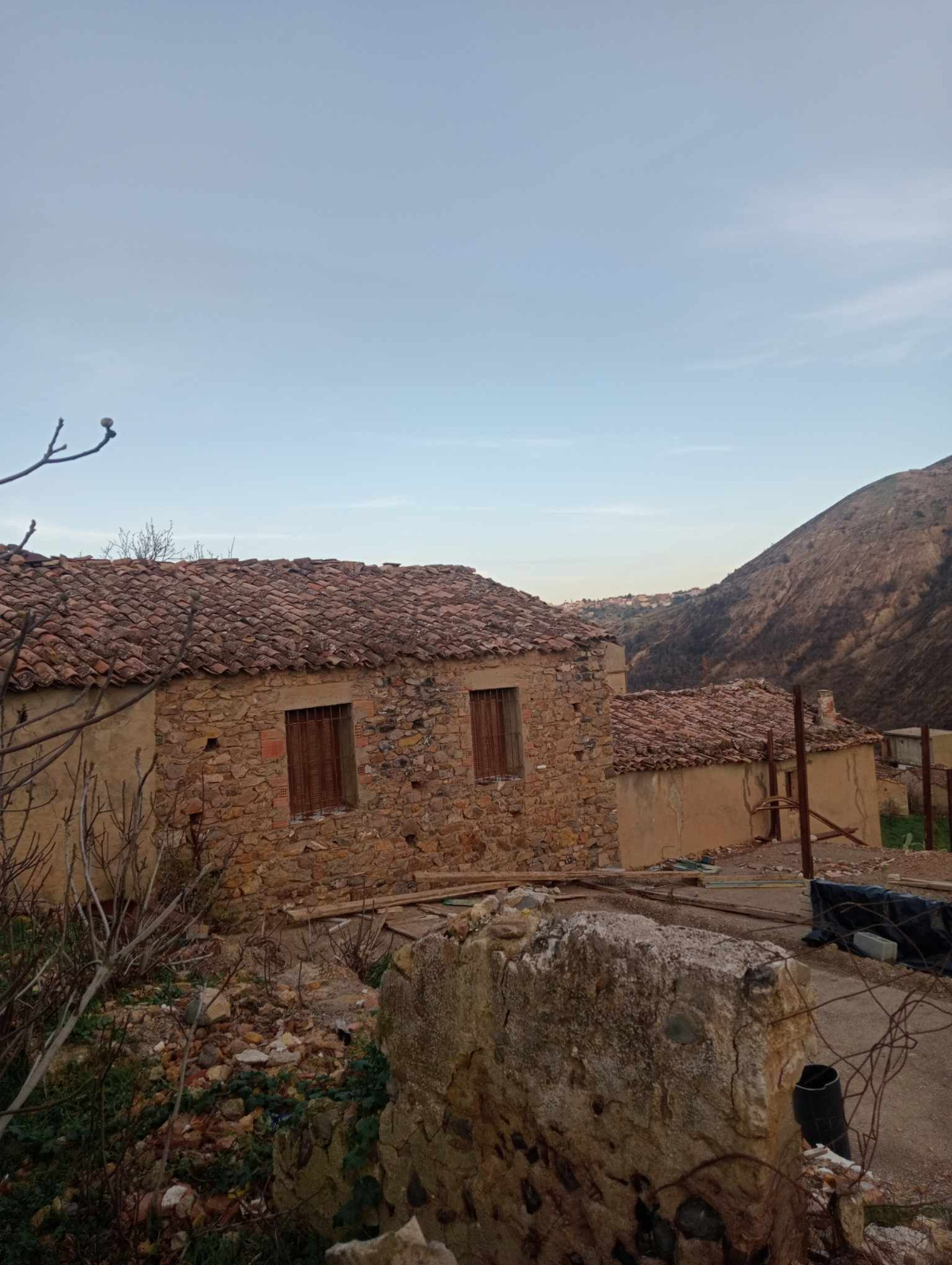
Habitação onde viveu entre 1933 e 1943

Sayad cresceu nessa atmosfera de insegurança e decadência política. E, em diversos momentos, de pobreza extrema, acerca da qual relata, inclusive, a falta de comida em casa. Único filho homem e irmão de quatro mulheres, o acesso à educação foi integralmente depositado sobre o próprio Sayad. Sua formação escolar ficou sujeita às mudanças constantes que a família teve que realizar, na medida em que seu pai buscava trabalho e fugia de ameaças.

### Formação Acadêmica e Política
A escolarização em uma escola francesa torna-se uma questão de honra para seu pai. A condição social de sua família obriga Sayad a estar entre os melhores alunos da turma, não só para seguir estudando, mas, também, para conquistar ascensão social em um sistema colonial marcado por profunda desigualdade social. É durante esse processo de alfabetização que Sayad relata ter descoberto sua condição dupla de dominado (de nativo em um país colonizado e, também, de alguém pertencente a uma classe social desprivilegiada). Essas são condições sociais que, somadas ao histórico político-social da família, viriam a ter um peso considerável em seu envolvimento precoce em movimentos anticoloniais.
Após completar os estudos primários, em 1945, Sayad é aprovado no concurso para iniciar seus estudos secundários em Bougie. Todavia, é acometido por pleurisia e, em seguida, por tuberculose. Isso o obriga a parar seus estudos durante dois anos. Em 1950-1951, o jovem estudante ingressa em uma célula do Partido Popular Argelino (PPA), onde eram discutidas as ideias apresentadas no jornal nacionalista L'Algerie libre, que estava sob apreensão preventiva desde agosto de 1949. Durante esse período, viria a aprender sobre o funcionamento burocrático das organizações militantes e receber forte inspiração de seu professor de árabe Mostefa Lacheraf, futuro líder da revolução argelina e ministro da Educação da Argélia, entre 1977 e 1979. Nessa fase, Sayad descobre escritores argelinos críticos ao sistema colonial francês e pensadores anti-imperialistas.

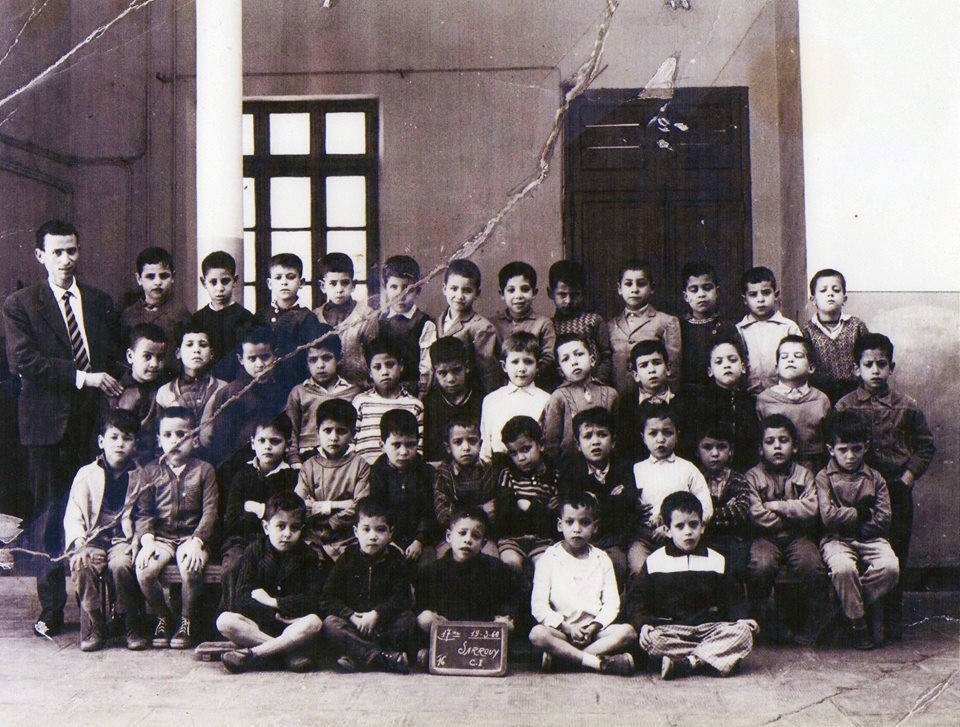
Sayad e sua turma escolar. Escola Sarrouy (1960)

Com auxílio de seu primo, Abdelaliz Sayad, instala-se na capital argelina. Após estudar no Liceu de Boufarik, logo no início da guerra pela Independência argelina, Sayad ingressa com sucesso no prestigioso liceu École Normale d'Instituteurs de Bouzareah, no subúrbio de Argel. Com o objetivo de licenciar-se como professor escolar, ele estudará psicologia geral e infantil até 1956. Em seguida, obtém uma vaga nas aulas preparatórias do liceu francês Montaigne de Toulouse, para concorrer à vaga na Ecole Normale Supérieure de Saint-Cloud, na França. Porém, diante da greve geral para todos os estudantes do ensino médio e universitário na Argélia, comandada pelo Comitê Diretor da União Geral dos Estudantes Muçulmanos Argelinos (U.G.E.M.A.), Sayad regressa para a Argélia.
Durante esse período de formação, o jovem estudante mergulha na leitura de escritores anarquistas, sindicalistas revolucionários e militantes comunistas antistalinistas, caracterizados por um indissociável compromisso reflexivo e político ao lado do movimento operário. Torna-se, então, professor primário em Argel, em 1957. Filia-se à União Geral dos Trabalhadores Argelinos (UGTA) e participa da formação da Frente de Forças Socialistas (FFS).
Entre 1958 e 1961, Sayad cursa Filosofia e Psicologia, bem como Moral e Sociologia, na Universidade de Argel. A capital argelina encontra-se no final de um período sangrento conhecido como a Batalha de Argel (1954-1957). Nessa etapa, Sayad inicia uma ativa militância anticolonial. Acompanhou, com crescente interesse, os movimentos reivindicatórios pela independência argelina e adere ao movimento Liberal.

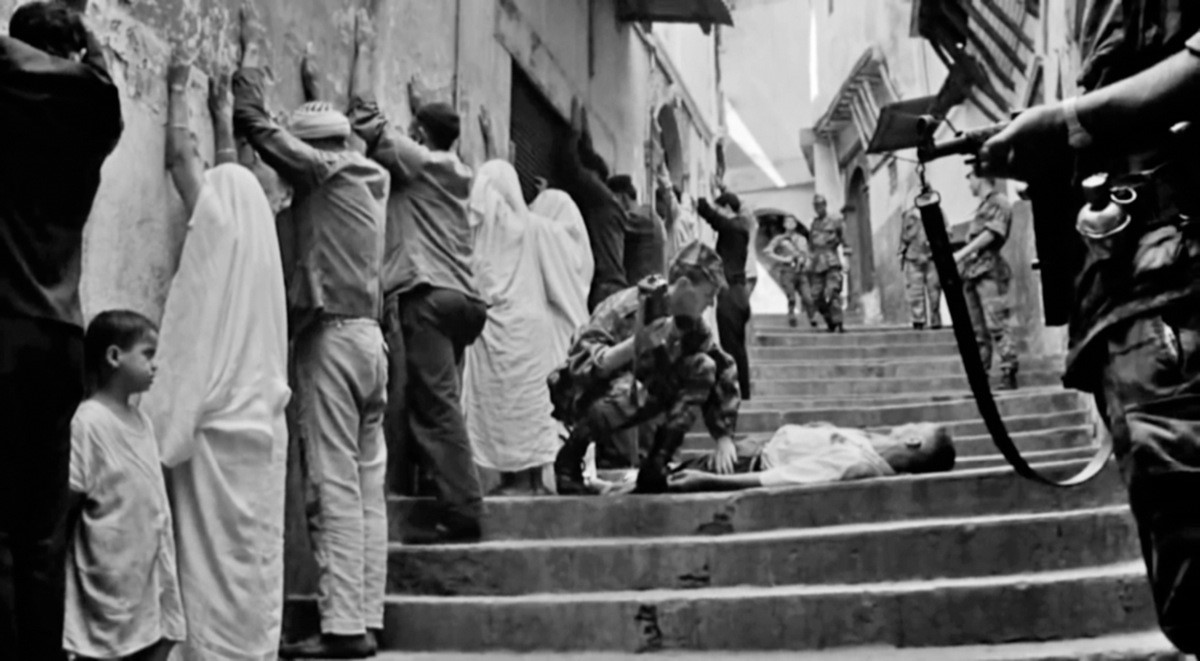
Cena do filme "A Batalha de Argel" (1966).

Como o próprio sociólogo reflete em suas entrevistas, a Universidade de Argel era um ambiente demasiado provinciano. Contava com um corpo docente com baixa formação acadêmica e comprometimento com a pesquisa empírica. Atrelado a isso, o público estudantil, diante do tenso clima vivido na capital argelina, dividia-se entre os “ultras” (estudantes que, através de organizações fascistas, apoiavam a Argélia Francesa), os moderados, apoiadores da FLN e os que foram classificados como “liberais” (estudantes defensores de uma ordem democrática e secular e, portanto, críticos aos nacionalistas da FLN e da “Argélia Francesa”, por ambos movimentos excluírem a convivência entre as diversas nacionalidades de europeus e mulçumanos). Sayad apoiava a luta pela independência argelina. Porém, se identificava com os liberais. Entendia esse como um movimento democrático, secular e com uma agenda progressista, voltada para os efetivos desafios vividos pela sociedade argelina, ao contrário dos outros dois movimentos.

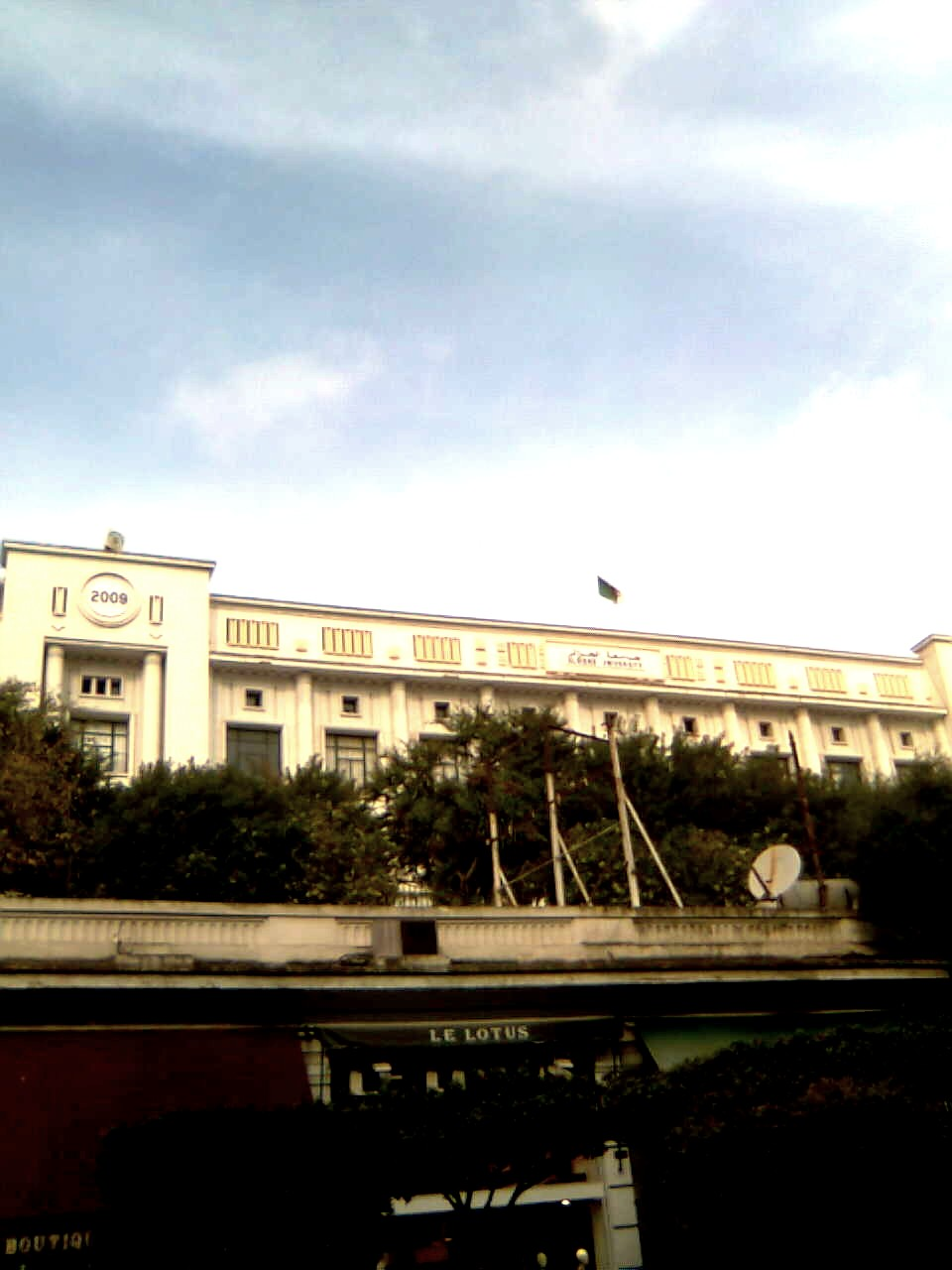
Universidade de Argel

É nesse cenário turbulento, vivido na Universidade de Argel, que Sayad resolve acompanhar o curso ministrado por Pierre Bourdieu que, após um período cumprindo serviços militares na própria Argélia (1955-1957), torna-se professor assistente de filosofia na Universidade de Argel (1958-1960). Sua experiência no serviço de documentação e informação na sede do Governo Geral, incluindo o contato com estudos etnológicos sobre a condição colonial na própria Argélia, o propicia a ministrar disciplinas que despertam interesse dos estudantes locais. Com o ensino da sociologia francesa, das antropologias funcionalista, estruturalista e culturalista, Bourdieu acionaria intelectuais argelinos, como, por exemplo, Mouloud Feraoun, que, através de romances, ofereciam importantes reflexões sobre as sociedades rurais magrebinas e o impacto do colonialismo francês. Soma-se a isso, o fato de que, na época, o jovem professor havia acabado de publicar Sociologie de l'Algérie, livro que despertou, ao mesmo tempo, amplo interesse de um público anticolonialista e repulsa entre aqueles que defendiam a permanência francesa na Argélia. A partir desse encontro, Abdelmalek Sayad e Pierre Bourdieu desenvolveriam uma duradoura amizade e parceria acadêmica.
No verão de 1960, Sayad abandona o magistério e passa a compor a equipe de investigação da Association pour la Recherche Démographique, Économique et Sociale (ARDES), supervisionada por Pierre Bourdieu, que havia assumido o cargo de diretor adjunto no Centre de Sociologie Européenne (CSE), em Paris. Entre 1960 e 1962, com o intuito de compreender as rápidas transformações vividas pela sociedade argelina, sob julgo do regime colonial francês, desenvolvem estudos que combinam dados estatísticos e pesquisa de campo. 

### A carreira de pesquisador na França
Em agosto de 1963, diante do cenário incerto vivido pela Argélia, após a independência, somado à morte de seu pai, Sayad, com o auxílio de pessoas próximas, muda-se para a França. Sayad passa a compor a equipe do Centre de Sociologie Européenne (CSE). Nesse período, também inicia seus estudos para a obtenção do título de doutorado, sob supervisão de Raymond Aron. Propõe uma pesquisa focada na questão do bilinguismo e empréstimos linguísticos na Argélia. Sem sucesso na conclusão de sua tese, Sayad abandona sua formação.
Sem trabalho fixo e enfrentando dificuldades financeiras, passa a realizar trabalhos de pesquisa, incluindo missões, pela UNESCO, focadas em políticas de alfabetização para o Vietnã e Camboja e, posteriormente, uma curta estadia, como consultor de autogestão agrícola, na Tunísia, em 1966. Nos anos seguintes, torna-se colaborador técnico na École Pratique des Hautes Études (EPHE) e, em seguida, é promovido a chefe de trabalhos. No início da década de 1970, o tema da migração argelina para a França passa a ganhar destaque para Sayad, ainda que tivesse pouca legitimidade no campo da sociologia francesa. Crescem seus interesses de pesquisa e engajamento político sobre a história da emigração argelina para a França e as condições políticas e sociais dos migrantes argelinos e das suas famílias em solo francês. Envolve-se, então, em projetos de pesquisas relacionados ao tema.  
Em 1965, conhece Rebecca Jolivet e se casam em 1971, tendo Monique de Saint Martin e Pierre Bourdieu como testemunhas. Diante de sérios problemas de saúde – desenvolve diabetes e é diagnosticado com intolerância ao glúten –, que exigiam constantes internações hospitalares, e a falta de um salário fixo, Sayad tem, após tentativa prévia frustrada, sua candidatura aprovada para a vaga de pesquisador no Centre National des Recherches Scientifiques (CNRS), em 1977.  Em 1986, deixa Paris e muda-se, em definitivo, com Rebecca Sayad, para Nièvre. 

### Engajamento político e acadêmico
Em 1990, é promovido à posição de diretor de pesquisa do CNRS. Até o final de sua vida, em 1998, Sayad se envolveu mais diretamente em assuntos extra acadêmicos, relacionados à migração e às políticas rurais e urbanas na Argélia. Moldou-se conscientemente como um intelectual engajado. Sayad estabeleceu contatos com acadêmicos e com governos do Norte da África com o objetivo de prestar consultoria, através de estudos e participação em eventos.
Empenhado na divulgação das condições de vida e direitos políticos de emigrados na França, Sayad estabeleceu, também, contatos com editoras, e ajudou a fundar uma associação cultural. Em 1980, tornou-se membro do conselho de redação de Sans Frontière, um jornal que publicava questões relacionadas às demandas políticas e sociais da população migrante. Entre 1982 e 1993, em conjunto com outros acadêmicos magrebinos, Sayad instituiu a Association berbère de recherche, d'information, de documentation et d'animation (ABRID-A). Sayad foi presidente desta associação durante os anos em que esteve ativa. A associação esforçava-se por promover a cultura berbere, organizando conferências sobre investigação relacionadas com o Magrebe e os magrebinos residentes na França.
Ainda em 1993, Sayad junta-se ao Grupo de Genebra, um conjunto pan-europeu de acadêmicos, profissionais e peritos que defendiam os direitos dos refugiados, em uma altura em que muitos estados europeus fechavam suas fronteiras para refugiados (sobretudo ciganos e iugoslavos). Em 1997, tornou-se, também, membro fundador do Comité international pour la paix, la démocratie et les droits de l'homme en Algérie, um comitê composto por intelectuais franceses e árabes, cujo objetivo era chamar a atenção para as práticas violentas que ocorriam na Argélia.
Diante da frágil condição física e sérias complicações de saúde, Abdelmalek Sayad falece em sua casa, em Dommartin (Nièvre), na sexta-feira, 13 de março de 1998, aos sessenta e quatro anos.

## Uma Sociologia sobre a Ordem Colonial
Os primeiros estudos sociológicos de Sayad, na ARDES, foram realizados sob a coordenação de Bourdieu. Trata-se de pesquisas de campo nas áreas rurais e urbanas da Argélia. Elas focavam, exclusivamente, nas transformações políticas, econômicas e sociais vividas por fellahin (campesinato argelino) durante os anos finais e mais brutais do regime colonial francês Sayad e Bourdieu entendiam que a violência do regime colonial francês e a guerra pela libertação argelina mereciam rigor científico para serem compreendidas. Dessa forma, tinham um olhar crítico direcionado aos trabalhos etnográficos realizados na região. Os jovens pesquisadores questionavam, por exemplo, os dados apontados por pesquisas de campo que, em geral, eram produzidas por orientalistas e funcionários do próprio governo francês sem formação prévia rigorosa. Segundo Sayad, elas acabavam por reafirmar a já exótica imagem dos magrebinos construída pelo imaginário eurocêntrico da metrópole.

### Questionando o Regime Colonial e sua doxa
Além disso, colocavam em xeque as conclusões apontadas por estudos e análises produzidos por pesquisadores como Germaine Tillion, Michel Leiris, Franz Fanon e Albert Memmi. No caso de Tillion, apontavam que, por estar centrada na ideia de aculturação, a antropóloga desconsiderava a relação entre pobreza campesina e o longo regime colonial francês em território argelino. Em relação a Michel Leiris, produziram duras críticas ao seu ensaio L’Ethnographe devant le colonialisme (1950) que, focado em denunciar o papel de cumplicidade produzido por etnólogos com suas metrópoles, desconsiderava a possibilidade de o pesquisador poder adotar, por exemplo, uma solidariedade de classe para superar tal impasse (2021). No que diz respeito aos trabalhos de Franz Fanon, mais especificamente Os Condenados da Terra, questionavam o poder e esperança de força revolucionária que o autor martinicano depositava nos fellahin, para a transformação da Argélia durante e após a luta revolucionária.
Albert Memmi é outro autor com quem Abdelmalek Sayad, em particular, desenvolveu uma análise crítica. Inicialmente, Sayad se junta a Memmi na análise do processo de racionalização, que levou colonizadores e colonizados a aceitarem suas respectivas condições. Para Sayad, a reivindicação do colonizado, da injustiça dos atos e sua justificação pelo colonizador são as duas faces de uma mesma relação de dominação. Todavia, o sociólogo argelino não estava conformado com isso. Ele, então, tece uma análise que avança para a necessidade de colonizadores e colonizados alcançarem a consciência-de-si nessa relação. Tal proposta seria essencial para a construção de um país capaz de agregar diferentes nacionalidades que se encontravam antes e depois do período colonial francês.  
Segundo Sayad, este seria o elemento fundamental para compreender a relação colonizador–colonizado como um produto histórico e, portanto, passível de ruptura e superação. Conforme ele afirma, o desafio consistia em atingir as relações de dominação que estruturam as condições socio-históricas do colonizador e colonizado e superá-las concretamente. Isso era algo que, em sua compreensão, Memmi não explorou suficientemente. Na medida em que o intelectual tunisiano condena o colonizador a permanecer colonizador, Sayad entende que ele se fecha em uma reflexão conservadora, incapaz de dar a perspectiva de uma evolução. Tal lógica arruína um real projeto político emancipador, pois proíbe pensar no processo de descolonização, tanto ao nível das estruturas políticas como ao dos espíritos. Ao lado de Bourdieu, Sayad elaborou, portanto, uma sociologia anticolonial, que, enquanto uma ferramenta acadêmica e política de resistência, poderia auxiliar na denúncia do contexto da guerra colonial e apontar para soluções emancipatórias.

### A Etnografia em Tempos de Ocupação Colonial

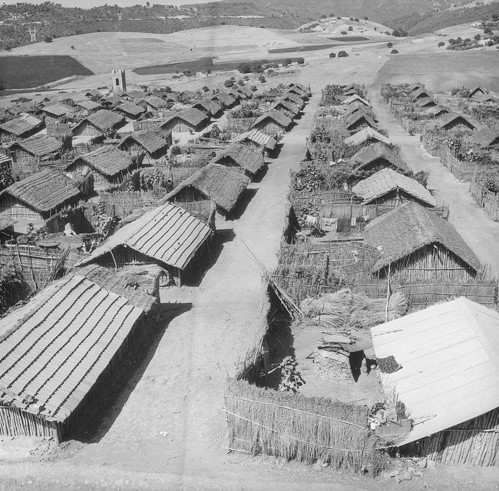
Zona de reagrupamentos. Foto de Pierre Bourdieu (1958-1961).

A pesquisa chefiada por Bourdieu, na Argélia, em linhas gerais, era composta em três frentes: levantamento e análise de dados estatísticos, pesquisa de campo e diálogo contínuo com ativistas e intelectuais anticoloniais. Por um lado, Bourdieu, em particular, estava preocupado em compreender padrões sociológicos. Graças às técnicas estatísticas, ele apresenta a dimensão de lenta transformação que o sistema colonial francês impunha à população argelina e que produziam padrões econômicos e sociais. Tais padrões, em longo prazo, permitiam, também, entender criticamente o real impacto da mutabilidade que presenciavam no tempo presente. Tornou-se, portanto, fundamental a leitura crítica e rigorosa dos dados coletados pela Association pour la Recherche Démographique, Économique et Sociale (ARDES).
Ela foi realizada através da pesquisa etnográfica nas zonas rurais argelinas, campos de “pacificação” e periferias urbanas. Sayad, nessa etapa, teve papel fundamental. As incursões em aldeias destruídas pelo exército colonial francês, nos campos de pacificação e na periferia de Argel, possibilitaram ampliar a compreensão dos dados estatísticos produzidos pela ARDES. As entrevistas conduzidas com fellahin e operários ofereciam a capacidade de denunciar as formas de submissão e exploração que o capitalismo colonial produzia sobre a grande massa de trabalhadores argelinos no dia a dia. Uso de fotos, entrevistas e notas realizadas em cadernos de campo foram essenciais para retratar como a perda do direito à terra, a expulsão do campo e a introdução da troca monetária, pouco a pouco, destruíram as estruturas econômicas e temporais de sociedades tradicionais.
No caso do universo rural argelino, exploraram a dinâmica dos campos de pacificação na Cabilia, pelo regime colonial francês. Esses espaços, criados com a finalidade de remover compulsoriamente a população rural de regiões montanhosas e de difícil acesso, que estavam sob ocupação do ELN, se apresentaram como um processo violento. Tratava-se de um forte processo de eliminação do modo de vida tradicional do fellahin argelino. “Pacificar” por meio de deslocamentos e campos de reagrupamentos forçou a saída de mais de 1.175.000 pessoas das ditas “zonas proibidas” (áreas rurais de Chlef, Kabilia e maciço de Collo), enquanto mais de 2.350.000 pessoas foram enviadas para as regiões de reagrupamentos. Como Bourdieu e Sayad demonstraram em seus estudos, tais zonas operavam como verdadeiros campos de concentração.
| “                                                      | É claro que não é fácil fazer sociologia em uma situação de guerra... já não é fácil em tempos de paz, a fortiori em tempos de guerra. Mas era preciso saber reverter as situações, tirar proveito das dificuldades impostas pelo contexto da época e do local. Foi isso que tentamos fazer e, por vezes, conseguimos fazer. | ” |
| — Abdelmalek Sayad, em entrevista para Hassan Arfaoui. | |   |

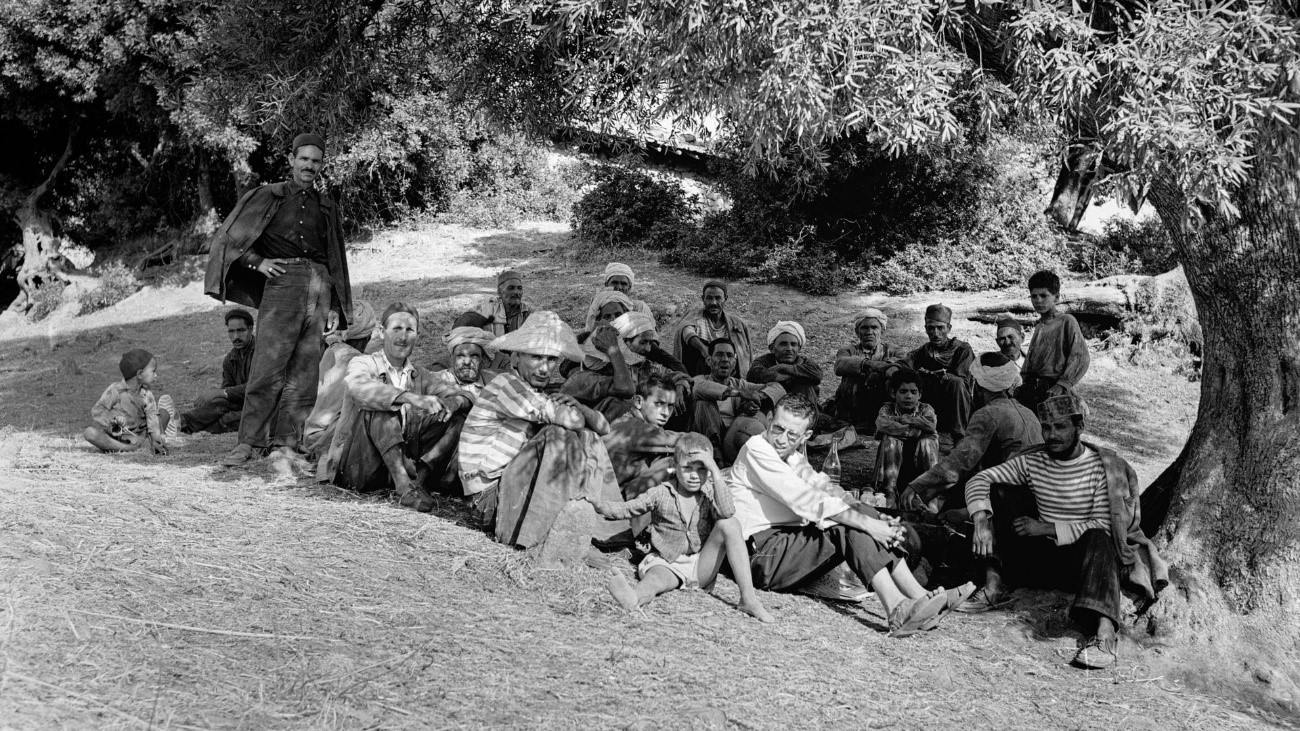
Sayad com fellahin. Foto de Pierre Bourdieu (1958-1961).

Bourdieu e Sayad sistematicamente descontroem a definição de “pacificar” e a substituem por “desenraizar”. Mais do que propor formas compensatórias para as desigualdades sociais e econômicas locais, a política colonial francesa de “pacificação” desenraiza uma população campesina organizada em torno de uma economia tradicional e terras comunais e a lança em um distinto contexto, mediado pelo salário, pela propriedade privada e por novos modos de trabalho e consumo. Os autores revelam o surgimento gradual de um êxodo rural em direção às periferias dos grandes centros argelinos e franceses. Migrar, foi a forma encontrada por esses campesinos, já desenraizados, para resistir ao desmanche de suas estruturas familiares, de suas práticas cotidianas e de seus saberes agrícolas. Os resultados dessas pesquisas permitiram a publicação posterior de Travail et Travailleurs en Algérie e Le Déracinement. La crise de l'agriculture traditionnelle en Algérie.
Essas pesquisas, conduzidas na passagem da década de 1950 para a de 1960, durante a guerra de independência da Argélia, produzem uma sociologia que visa oferecer possibilidades de emancipação social à luz do conhecimento científico. Trata-se de meditações que transitam entre a esfera acadêmica e política. Uma sociologia anticolonial que reflete criticamente sobre os caminhos abertos para a transformação democrática da sociedade argelina, após a guerra de libertação, e sobre os perigos de reproduzir a dominação colonial sem o colonizador. Bourdieu e Sayad não concebem a sociologia como uma reflexão abstrata e estéril, mas como uma arma de compreensão do mundo social e um instrumento de sua transformação política.

## Sociologia das Migrações

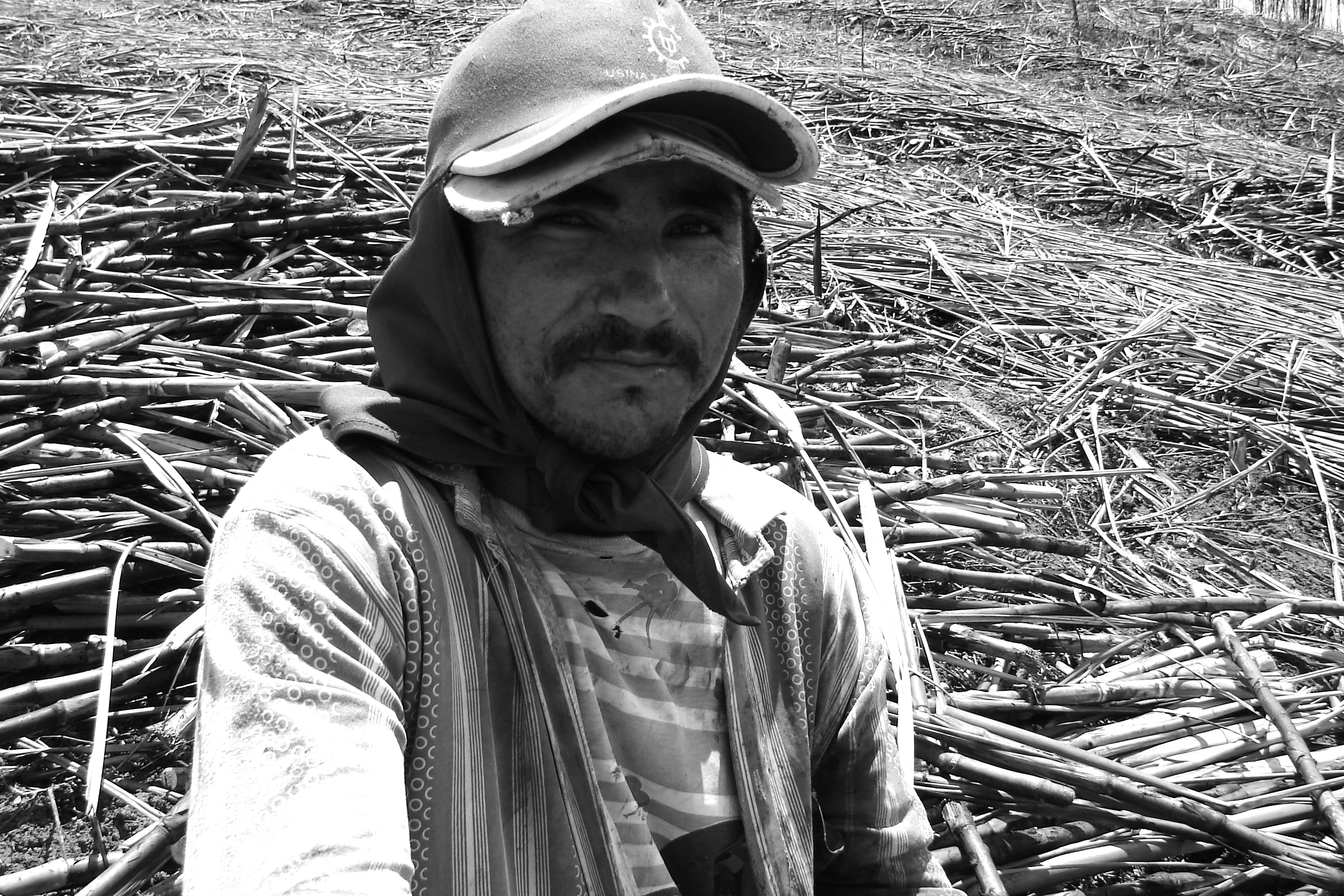
Trabalhador, sob condição migratória, no corte da cana.

Até a primeira metade do século XX, a academia francófona apresentava séria resistência ao surgimento de um campo de estudos específico sobre o fenômeno migratório, mesmo que houvesse um interesse político e midiático para o que se entendia como o “problema da imigração”. Distintas perspectivas teóricas foram utilizadas para explicar esse fato: a divisão do trabalho científico (o estudo da imigração era uma tradição estabelecida na demografia e na geografia humana), o legado da escola durkheimiana (que não estava interessada no estudo das migrações, com exceção de Maurice Halbwachs), o peso da análise marxista (que favoreceu, em primeiro lugar, a análise através de classes sociais e “o exército de reserva”), as representações coletivas da sociedade francesa (em particular aquelas relacionadas à memória colonial). Porém, o estudo da migração seguiu preterido no campo científico, porque o seu objeto de estudo, a pessoa do migrante, era marginal.

### "Problema Social"
Nesse contexto do campo cientifico é que a sociologia das migrações de Sayad se desenvolve. Contudo, ela vem enquanto um processo reflexivo que revela uma continuidade dos trabalhos iniciais realizados na Argélia, ao lado de Pierre Bourdieu. E, aqui, residem suas contribuições originais para o estudo migratório. Crítico à postura do Estado francês, que entende a migração enquanto um “problema social” e, portanto, demandando rápida solução, Sayad demonstra que a migração magrebina não é exclusivamente “factual”, mas também produto de um longo processo histórico, diretamente atrelado aos mais de cem anos de ocupação francesa.
Sua crítica é direcionada não apenas à academia, mas, também, aos poderes públicos, instituições de ação social e à opinião pública. Em suas palavras, esses setores sociais compõem o que ele próprio define como “usadores da migração” . Longe de se comprometerem a evidenciar o imigrante enquanto um ser social e com direitos políticos, perpetuam o legado colonial deixado na Argélia. Sayad entende que reduzem exclusivamente gerações de argelinos, que migram para a França, em força de trabalho fornecida em abundância pela sociedade argelina para ocupar postos de trabalhos temporários na França. Dessa forma, precisam ter sua entrada e saída no território francês controlado para não colocar o tecido social e a economia nacional sob riscos. Tal leitura utilitarista os torna paradoxalmente um "problema social". Ao mesmo tempo em que precisam ser detidos, por meio de políticas migratórias alicerçadas na desigual relação de força entre França e Argélia, migrantes argelinos são, também, entendidos enquanto força de trabalho barata e sem direitos políticos e que, portanto, asseguram lucro para os próprios “usadores da migração”.
Um dos aspectos inovadores de sua abordagem é situar, historicamente, o fenômeno migratório como um produto da atuação do sistema de colonização no passado e, a partir disso, analisar seus prolongamentos no presente (em suas formas neocoloniais).
Sayad argumenta que a migração em si não apenas é um fenômeno que demanda a compreensão de sua dimensão temporal ou diacrônica, mas de outras dimensões da vida social. Para tal, torna-se necessário recorrer a diferentes campos de estudos capazes de auxiliar na compreensão desse fenômeno. Ao colocar a migração como diretamente derivada do colonialismo, o autor também dá destaque ao fato de que esta, de certa forma, assegura a manutenção de relações de poder previamente estabelecidas. Nesta direção, o imigrante prolonga a “condição de colonizado” da qual origina-se, o que se verifica nas suas condições de trabalho, de moradia, na interdição da sua existência enquanto ser político, nas barreiras sociais e jurídicas que enfrenta, no lugar de exclusão a ele destinado, na atração que sente por emigrar para sua (ex) metrópole, nas questões identitária de seu grupo social, etc. 
| “                                                      | A emigração foi o resultado de uma verdadeira operação de cirurgia social, cujo efeito foi cortar o cordão umbilical que ainda ligava esse exército de reserva à sua condição inicial de coletividade ou comunidade camponesa. Essa conversão foi realizada de forma quase experimental, e a aventura da imigração e, por meio dela, a outra aventura da proletarização foram impostas. Essa é, sem dúvida, a maior contribuição da colonização para a ordem capitalista mundial. | ” |
| — Abdelmalek Sayad, em entrevista para Hassan Arfaoui. | |   |

Sayad rompe com um entendimento estático produzido pela sociedade francesa sobre a migração argelina (e que pode ser, ainda, ampliada para outras nacionalidades africanas), em decorrência de uma forte herança colonial deixada pelo país europeu. Em seu lugar, o autor propõe uma sociologia crítica e engajada com o próprio migrante. As transformações sofridas pelas diferentes gerações de migrantes, inicialmente, durante o sistema colonial e, em seguida, pela relação neocolonial entre Argélia e França, ganham um forte destaque em sua interpretação sociológica. A história da dominação francesa, as disputas territoriais vividas no campo argelino e o impacto dessas duas dimensões – espacial e temporal – nas gerações migratórias são elementos-chaves para a compreensão desse fenômeno social ainda em curso.
O migrante é entendido pela transformação temporal pela qual a migração – enquanto dimensão coletiva – sofre e as contradições construídas em torno de uma identidade provisória.

### A Migração e o Migrante
Ao longo de sua obra, composta, sobretudo, por uma ampla composição de artigos, Sayad reflete a dualidade vivida pelo migrante. Ele explora, simultaneamente, o migrante enquanto o emigrante, aquele que saiu temporariamente da sociedade de emigração, e, também, enquanto o imigrante, aquele que chegou na sociedade de imigração. Para tal perspectiva crítica, capaz de oferecer um entendimento não fragmentado desse ser social, Sayad se vale de uma análise sócio-histórica da migração argelina para a França.
Em seu artigo As três idades da migração (1977), focado na migração argelina para a França, Sayad mostra a necessidade de se olhar para o processo histórico envolvido na construção histórica do migrante. Ele demonstra como ela está atrelada, sobretudo, à expulsão rural forçada das populações cabilas, produzida pelo exército colonial francês. Essa análise, constantemente revisitada e aprofundada em seus estudos posteriores, ganha compreensão mais acurada ao demonstrar como as migrações de distintos grupos étnicos, na Argélia, seguiram historicamente demandas impostas pelo estado francês. A figura central, em suas análises, é o fellahin cabila desenraizado (da terra e de sua identidade) e proletarizado, que, preso ao “mito cabila”, é visto como o imigrante ideal, desde o início, para suprir a necessidade de mão de obra da indústria francesa.
A primeira idade é, sobretudo, entendida enquanto uma migração temporária. Ela é predominantemente composta por campesinos solteiros que abriam mão, temporariamente, do cultivo da terra. Ela ocorreu, sobretudo, entre as décadas de 1930 e 1950. São predominantemente fellah’in ou khammès (meeiros), que, mesmo tendo emigrado, não perderam o ethos campesino. A própria família é quem escolhia o campesino mais hábil para emigrar. A seleção consistia em um sujeito nem tão jovem, para não correr o risco de se desvirtuar, e nem tão velho, pois era preciso suportar o fardo do trabalho, durante o período em que estivesse emigrado na França. Dessa forma, a reclusa social, em solo francês, tinha o objetivo de potencializar o sucesso do projeto migratório no menor período de tempo possível. Graças a essa padronização de agentes sociais, projeto migratório e a forte presença de um ethos campesino, Sayad define a migração, na primeira idade, como uma migração ordenada ou Noria. Um dinâmica social que buscava causar o menor impacto possível na vida desses campesinos
Na segunda idade da emigração, o perfil social desse migrante sofre transformação e, com ele, seu ethos. O impacto dos reassentamentos é forte nesse momento. Trata-se de uma geração de migrantes mais jovens, nos quais a penetração dos modelos e valores da economia moderna ganham menor resistência. A migração e o trabalho monetário, sobretudo, tornam-se a opção entre uma geração que já não vê mais sentido na agricultura e na estrutura social oferecida pela thamourth. Soma-se a isso o fato de que emigrantes retornados, com suas narrativas e rendas monetárias, que circulam no meio rural, passam a exercer grande contribuição na ampliação da “mentalidade de cálculo ligado ao uso da moeda” para transformar a vida campesina, já bastante alterada, e suas formas econômicas tradicionais.
Por fim, Sayad aponta que a terceira geração da migração argelina para a França intensificaria as transformações sociais, na sociedade argelina, já iniciadas pela geração anterior. Apesar de seguir, em seu início, com uma forte predominância de homens, nessa etapa seria possível constatar uma presença gradativa de mulheres e crianças. Ademais, enquanto a segunda geração quebra o ordenamento, a terceira idade já não se trata mais de um fenômeno social solitário. O núcleo familiar, portanto, passaria a ter maior presença na sociedade de destino do que na de origem. Novas gerações nascem na sociedade de imigração e não se identificam mais com o país de origem (cultura e língua) de seus pais, mas seguem aprisionadas na relação de dominação produzida pelas duas sociedades. Ao resgatar essa dimensão diacrônica, Sayad demonstra como o fenômeno migratório não pode ser compreendido atentando-se apenas para os momentos específicos de crises, mas guarda relação direta com longos processos históricos que situam países subdesenvolvidos e suas populações em condições marginais na divisão internacional do trabalho.            
Tal processo acirra a permanência na França. Junto com tamanha diversificação de personagens no processo migratório e com o aumento do tempo de estadia, uma série de demandas, antes inexistentes, passam a ganhar corpo. Deve-se destacar que já não é mais uma imigração invisível. Temos a consolidação de uma visível comunidade étnica nos espaços urbanos onde predominam e circulam tais núcleos familiares. Nessa etapa, uma identidade circunscrita entre a Argélia e a França ganha forma particular e passa a gerar conflitos com o imaginário anacrônico produzido por essas duas sociedades e pelo próprio migrante.

### A ilusão da provisoriedade
Ao analisar a dinâmica migratória produzida pelos argelinos que se encontram na França, Sayad verifica o elemento da provisoriedade como uma força central que organiza a vida desses sujeitos. Será em seu artigo O que é um Imigrante?, publicado em 1979, que Sayad expõe a provisoriedade como a principal contradição existencial que permeia a condição do imigrante.
Migrantes estariam presos à condição existencial de provisoriedade e, por conseguinte, a todo fardo que essa mesma condição produz ao longo da circularidade migratória que ocorrerá entre a sociedade de origem e a sociedade receptora. Isso, independentemente do tempo que ela dure e quantas vezes ela ocorra. A condição humana, enquanto ser político, seria perigosamente ofuscada pelo fardo da provisoriedade que a condição de imigrante carrega.
Em outras palavras, a perda, por parte do camponês, da íntima relação entre Ser & Mundo, iniciada pelo sistema colonial, através do desmonte da vida rural e que dava sentido à sua própria existência enquanto homem, ganha contornos trágicos. Todavia, agora completamente desenraizado e vivendo como migrante em solo estrangeiro. Experiências de vida, conhecimento e habilidades adquiridas, bem como papéis sociais são desconsiderados ao ser inserido nessa condição existencial de um trabalhador provisório.  

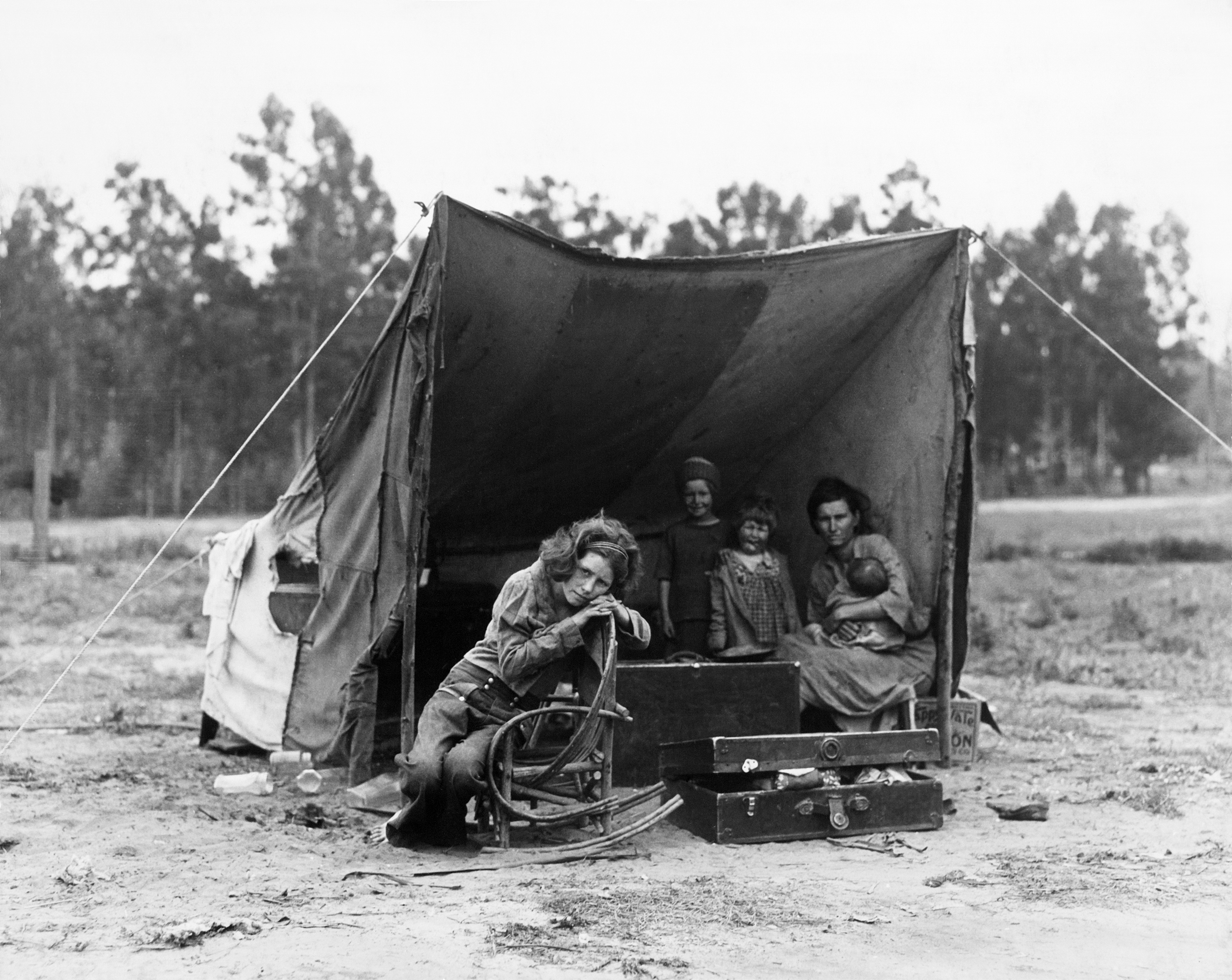
Trabalhadoras rurais, sob condição migratória, na Califórnia.

Nascido para o trabalho, Sayad criticamente chama a atenção para o fato de que não se trata de qualquer trabalho, mas de trabalhos específicos. É o trabalho que o mercado de trabalho para imigrante lhe atribui e no lugar que lhe é atribuído: trabalhos para imigrantes que requerem, pois, imigrantes. Em geral, trata-se do cargo mais baixo na hierarquia laboral. Barata, rápida para empregar, fácil de aprender e substituível, a economia francesa encontra, nesse trabalhador – o mesmo colonizado de outrora –, uma força de trabalho que não se cansa de renovar-se. Eram, sobretudo, recrutados para trabalhar em refinarias, estivadores, minas e, posteriormente, na indústria automobilística.
Em trabalho de campo conduzido no chão das fábricas da Renault, entre 1984 e 1986, Sayad chama a atenção para a tênue proximidade entre trabalhadores imigrantes e a categoria de trabalho denominada OS (ouvrier spécialisé) “trabalhadores especializados, cujo desempenho, muitas vezes como assistentes de um trabalhador profissional (OP), não exige o aprendizado formal e institucionalizado, como é o caso do segundo”. Sayad diz que a qualidade de migrante e de OS se confunde totalmente. Não apenas no que diz respeito às condições materiais, mas na própria consciência individual desses sujeitos. Não obstante, ele percebe, entre esses trabalhadores, o sentimento de revolta. De acordo com ele, compreendem que, mesmo detendo conhecimento e tempo de trabalho suficiente, dificilmente atingem a condição de OP. Em geral, essa está reservada para os nacionais e até para imigrantes originários de países industrializados.

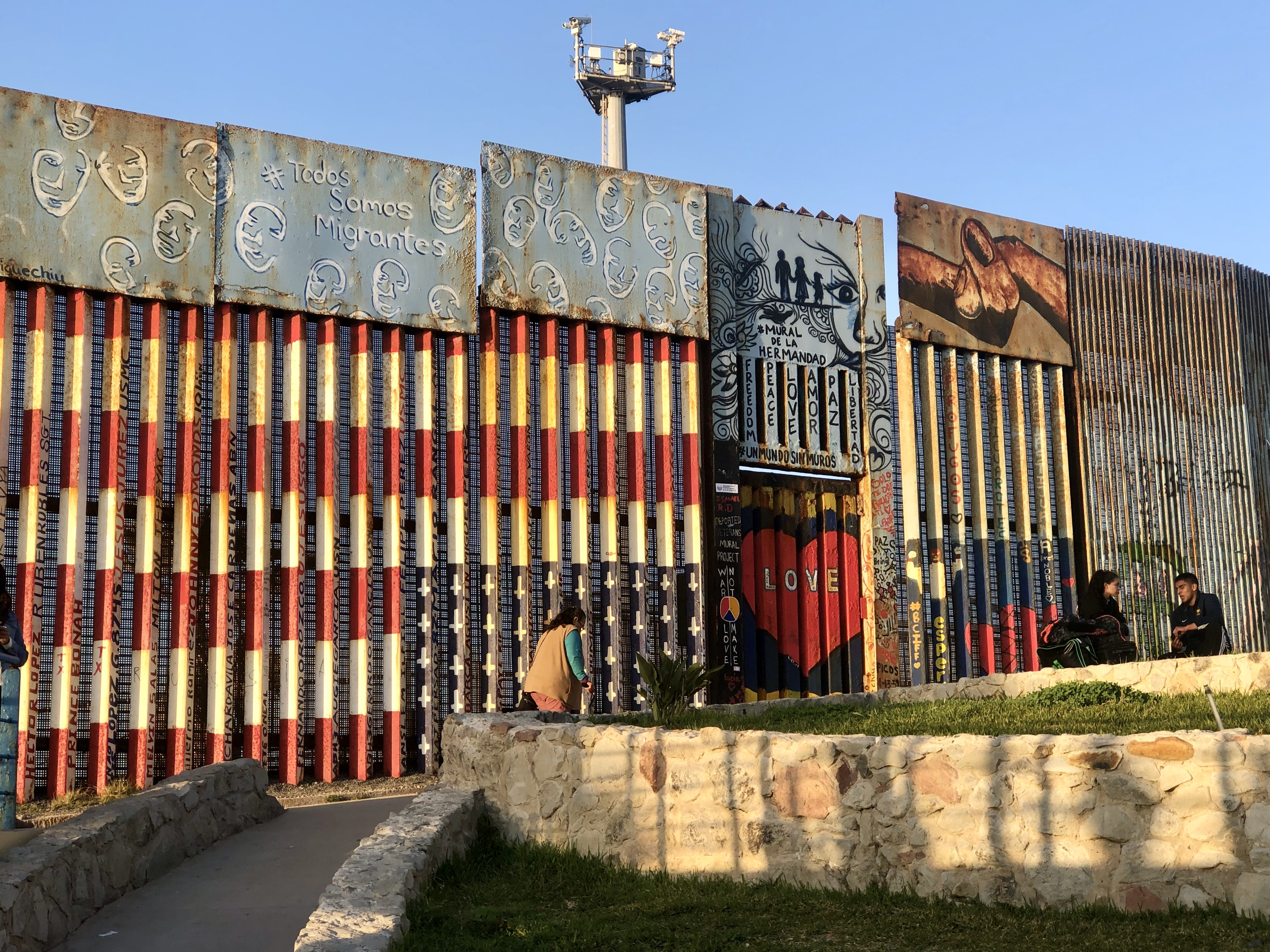
Muro fronteiriço Estados Unidos-México para conter deslocamentos migratórios.

Tal processo de estigma é, segundo ele, possível de ser compreendido não apenas no trabalhador braçal, mas, também, em setores especializados e que contam com profissionais especializados. Assim, ser um advogado “imigrado” ou um médico “imigrado” é ser um advogado ou um médico que, ao compartilhar a mesma origem nacional, crenças e idioma que muitos outros trabalhadores imigrados, existiriam na sociedade francesa para atender esse público especifico. São, dessa forma, o advogado ou o médico dos árabes. Sayad destaca que essa classificação não se dá apenas por razões de ordem moral, mas ela também tem a ver com as necessidades ou oportunidades do mercado, que fazem isso acontecer de forma imperativa. Esta reciprocidade, que vincula qualquer categoria social ao fenômeno migratório, portanto, marcaria toda a população emigrada.
Sujeito econômico. No caso particular da sociedade que o recebe, ela o encerra na condição de trabalhador. Abaixo de um estrangeiro que tem direitos provisórios, o imigrante é construído em torno de um entendimento econômico e técnico, pautado na lei de “custos e vantagens”. Migração e Imigrantes só são tolerados, na prática, quando, no balanço entre custos e lucros, vantagens e desvantagens, se apresenta um saldo positivo. Demonstra nos textos O que é um imigrante? e Custo e lucro da migração, que a imigração, em tese, só deve apresentar “vantagens”, especialmente as econômicas, sendo que as “desvantagens” (custo social e cultural) devem ser evitadas a qualquer preço.

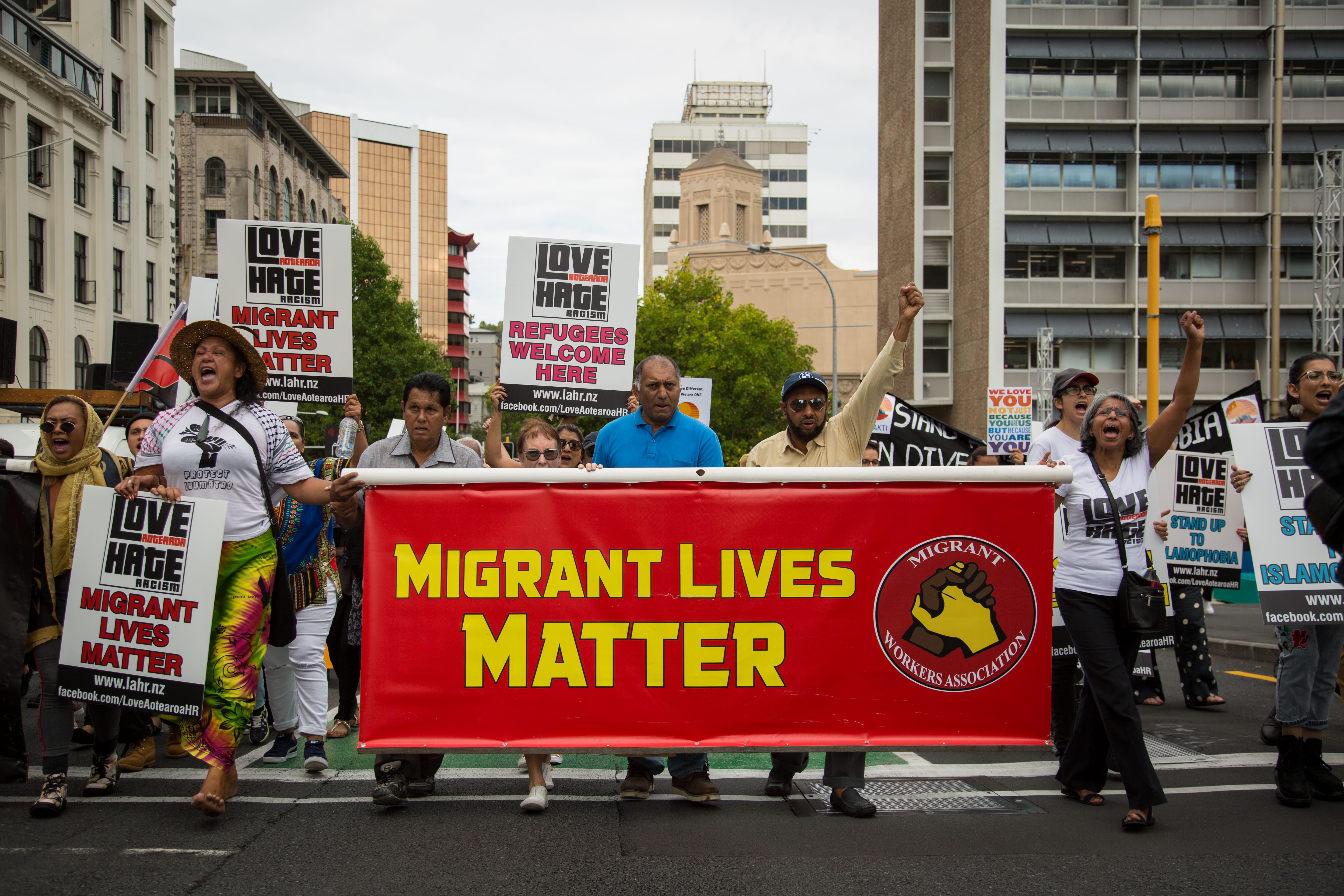
Marcha pela igualdade de direitos e contra o racismo em Auckland, Nova Zelândia, 2019.

Sustentada na falsa ilusão de provisoriedade partilhada por todos – sociedade de origem, sociedade de destino e o próprio migrante – e que se forma e se sustenta, essencialmente, na esfera econômica, o jurídico, o social e o político estariam sujeitos ao precário balanço da relação entre custos e vantagens. O autor chama a atenção para o fato de que o viés econômico não oferece condições para sustentar uma relação duradoura e, por conseguinte, quebrar a provisoriedade, grande responsável pela objetificação do migrante na sociedade francesa. Condições estas que o colocam às margens da sociedade de recepção. Esses sujeitos, aprisionados na condição de imigrantes, vivem uma condição social de não-ser. Sujeitos destituídos de vida política, não participam ativamente do Estado francês. Para Sayad, “existir é existir politicamente”, e essa dimensão política de estar no mundo e disputar espaços é também a dimensão existencial do ser imigrante.
Tem-se, então, a “dupla ausência”. Uma condição paradoxal vivida pelo migrante que expõe ao mesmo tempo uma crise identitária e o sofrimento humano. Um dilema existencial na qual migrantes carecem de um forte senso de pertencimento, tanto na sociedade de emigração quanto da sociedade de imigração. Tema caro nos estudos desenvolvidos por Sayad, a provisoriedade faz com que a sociedade de imigração não reconheça as demandas sociais desses sujeitos e esses, por sua vez, não se veem como parte constituinte da sociedade francesa. Sem representatividade política, não conseguem superar a dura condição de imigrantes e emigrantes. Nem cá, nem lá, esse “entre espaço” distinto apresenta não só particularidades espaciais, mas uma dimensão temporal particular: a provisoriedade. 

### El Ghorba
Para além da dimensão sócio-histórica, Sayad explora a dimensão subjetiva da migração, aquela vivida pelo migrante e que, muitas vezes, envolve sacrifícios significativos, desde deixar para trás entes queridos, papéis sociais, até sua identidade cultural, ao serem expulsos da Terra Natal. Ele recorre ao que define como o “discurso autêntico”, o discurso do informante, e que é produzido por recursos de uma cultura e de uma língua para expressar suas experiências migratórias as quais, muitas vezes, a cultura ou a língua do pesquisador desconhecem ou recusam. Aqui, surge a experiência vivida por migrantes argelinos, a partir da expressão "El ghorba".:

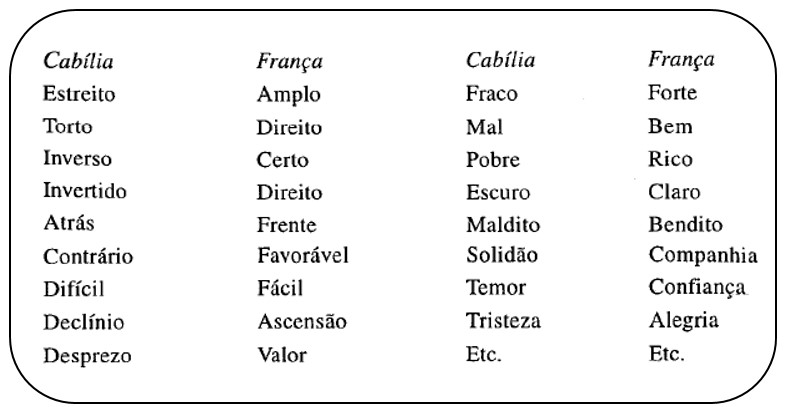
Esquema produzido por Sayad para representar a “El Ghorba” e suas oposições homólogas.

A partir de uma análise sobre o uso do termo “El ghorba” por seus informantes, Sayad aponta três usos distintos:
1. De forma tradicional, ao fazer referência ao exílio, à escuridão, à infelicidade e a expressões negativas;
2. Representa “uma idealização da emigração” ao conectá-la ao imaginário de fonte de riqueza e ao ato de emancipação, condições ligadas à ilusão da provisoriedade;
3. Por fim, o uso consiste na tentativa de mascarar seu significado original, ou seja, negar os problemas do exílio, por meio de referências aos sentimentos de alegria, felicidade e segurança

### Bidonvilles
Estudos similares aos desenvolvidos em torno das bidonvilles rurais, na Argélia, foram, posteriormente, realizados em território francês. Porém, agora no contexto de grandes centros urbanos. Sayad teve, como objetivo, analisar a presença e participação de migrantes na elaboração do tecido social francês e, ainda, expor a dimensão violenta da provisoriedade na vida cotidiana dessa mesma população. Para além de capítulos publicados em coletâneas e artigos publicados em periódicos científicos, dois livros escritos em parceria com outros pesquisadores têm destaque nesse tema: Le choc de la décolonisation, publicado em 1991, e Un Nanterre algérien, terre de bidonville, publicado em 1995. 

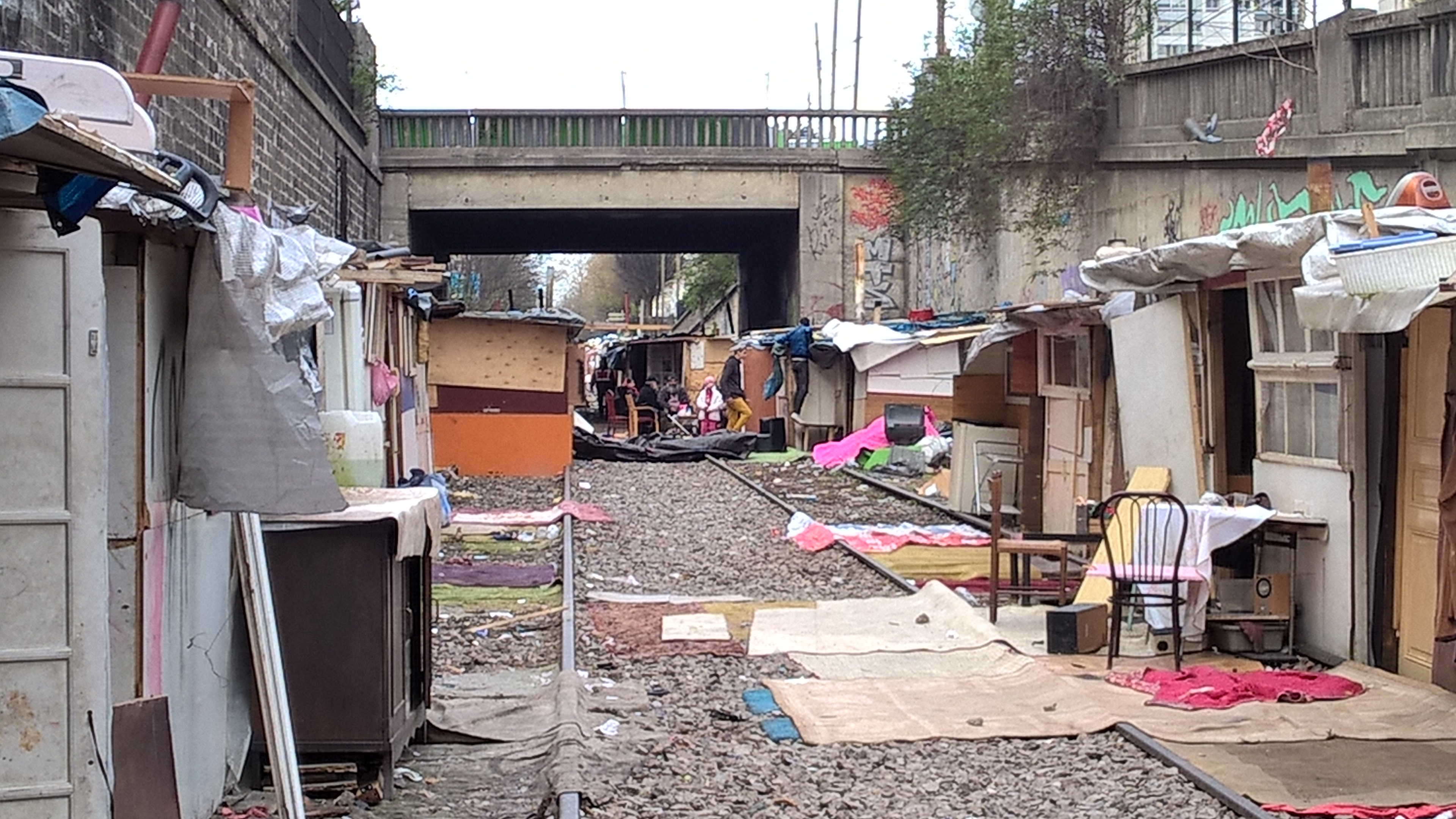
Bidonville Parisiense.

De forma geral, as obras discorrem sobre a presença argelina em Marselha e Nanterre, respectivamente, mediante a análise das condições de vida em bairros periféricos, degradados e compostos, essencialmente, por habitações improvisadas, as bidonvilles. Segundo o autor, compreender o cotidiano das bidonvilles seria um ponto de partida crucial para a identificação das relações sociais dos imigrantes entre si e com os franceses. Essas favelas ou, na tradução literal, cidades ou vilas de lata, eram construídas por migrantes em periferias urbanas, a partir de materiais diversos encontrados ou adquiridos a baixo custo, como, por exemplo chapas de metal. Elas concentraram uma porção significativa da população argelina compreendida pelo que Sayad definiu como Terceira Idade da Migração e que se fixou, na França, ao longo dos anos 1950 e 1960.
Sem mais a oferecer do que um quarto partilhado com outros homens para a mulher e filhos, que esperava uma vida melhor com o marido na França, restava, a estes esposos, construir um barraco em uma bidonville, o qual propiciaria o mínimo de privacidade para a família e um contato reconfortante com outras famílias árabes, sob a mesma condição precária. Sayad reflete como essas habitações, entendidas como um lugar de transição, são, na verdade, para muitos migrantes, um espaço que os prende na ilusão da provisoriedade. Elas são interpretadas como um mundo à margem, entre o rural e o urbano, entre a França e a Argélia, entre o humano e o animal. Ainda que construídas sob a ideia de provisoriedade, elas não cessam. As bidonvilles e seus barracos se expandem invisivelmente com serviços, cafés, armazéns, açougues e até feiras capazes de reconstruir algo das aldeias e cidades deixadas na Argélia. Contudo, como o autor pontua, essas favelas, que crescem ao longo de décadas, são lugares estigmatizados e que estigmatizam seus moradores. As bidonvilles são capazes de contaminar a ville ou cidade. No caso de Nanterre, elas estendem essa imagem pejorativa à própria cidade e fazem do universo imigrante um motivo de vergonha. 

### Paradoxos Migratórios
Por meio de uma sociologia crítica, Sayad explora o fenômeno migratório por meio de uma dimensão sócio-histórica (alicerçada em estudos de dados estatísticos, documentações e transformações históricas conjunturais) e uma dimensão microssociológica (sustentada, sobretudo, nas entrevistas conduzidas com migrantes). Isso permite com que o autor distancie suas análises da mascarada ortodoxia nacional e sua representação “ideal” da imigração. Descobre, assim, o que o próprio sociólogo define como os paradoxos migratórios. Tal exercício heterodoxo permite desvendar as ilusões coletivas que constituem o fenômeno migratório em si e que asseguram a perpetuação, aqui, da imigração, e lá, da emigração.
Sayad, em seus escritos, explora, pelo menos, quatro paradoxos migratórios:
1. Ilusão da ubiquidade – Sayad vale-se da definição de ubiquidade (a capacidade de existir ao mesmo tempo em dois lugares) para demonstrar como o emigrante, aquele que saiu da sociedade de emigração, e o imigrante, aquele que chega na sociedade de imigração, paradoxalmente são a mesma pessoa. Não nasce para a sociedade de origem no momento em que chega, mas é um sujeito histórico que participa de duas sociedades. Trata-se de um paradoxo produzido pela ilusão da provisoriedade, ou doxa, partilhada pela sociedade de origem, sociedade de destino e o próprio migrante.
2. Monte de trigo ou monte de areia – valendo-se da concepção browniana de movimentos aleatórios de partículas e do eterno devir heraclitiano, Sayad explora a condição de perda identitária do migrante. Uma vez soltos da rocha-mãe, grãos de areia estariam suscetíveis a movimentos aleatórios produzidos pela ação do vento e, portanto, vivendo em temporárias e instáveis dunas. Desenraizados de sua terra natal, Sayad argumenta que aqueles que emigraram, ainda que relembrem suas origens e idealizem o retorno, não retornarão à rocha de origem, que, aliás, já não existe.
3. Ser imigrante desempregado – Sayad criticamente expõe que a condição de imigrante precede a qualidade de homem daquele que migra. E sua existência na sociedade de destino está inteiramente sujeita à existência do trabalho, por sua vez, temporário.  O imigrante existe enquanto houver mercado de trabalho para imigrantes. Portanto, o desemprego ou não-trabalho é uma condição inexistente para aquele que só existe pelo trabalho.
4. Imigrantes que jamais emigraram de lugar algum – paradoxo encontrado em filhos de migrantes nascidos em solo estrangeiro. Diante do discurso de provisoriedade partilhado por seus pais e o estado de imigração, das condições precárias de existência e estigmas que herdam do fenômeno migratório que antecede suas existências, vivem imersos no dilema do não-lugar.

Através dessa análise histórica e social do fenômeno migratório argelino para a França, Sayad deixa um importante legado conceitual e epistemológico sobre o fenômeno migratório de forma geral. Sua vasta obra intelectual, engajada com as condições de vida  torna-se celebre a sua frase: “A imigração é um fato social total”. A partir da definição de Fato Social Total, de Marcel Mauss, Sayad demonstra a necessidade de se compreender o fenômeno migratório para além de um ponto de vista economicista. Ele argumenta que a migração em si não apenas é fenômeno que demanda a compreensão de sua dimensão temporal ou diacrônica, mas de outras dimensões da vida social. Para tal, torna-se necessário recorrer a diferentes campos de estudos capazes de auxiliar na compreensão desse fenômeno.

## A recepção de sua obra no Brasil
A recepção da obra de Abdelmalek Sayad, no Brasil, envolve a própria presença do autor no país. Por meio de parcerias, que remontam à década de 1970, entre o Centro de Sociologie de l’Éducation et de la Culture (CSEC), associado ao CNRS, e o Programa de Pós-Graduação em Antropologia Social (PPGAS/MN), da Universidade Federal do Rio de Janeiro, no Museu Nacional, o sociólogo argelino esteve duas vezes no Brasil, durante a década de 1990.

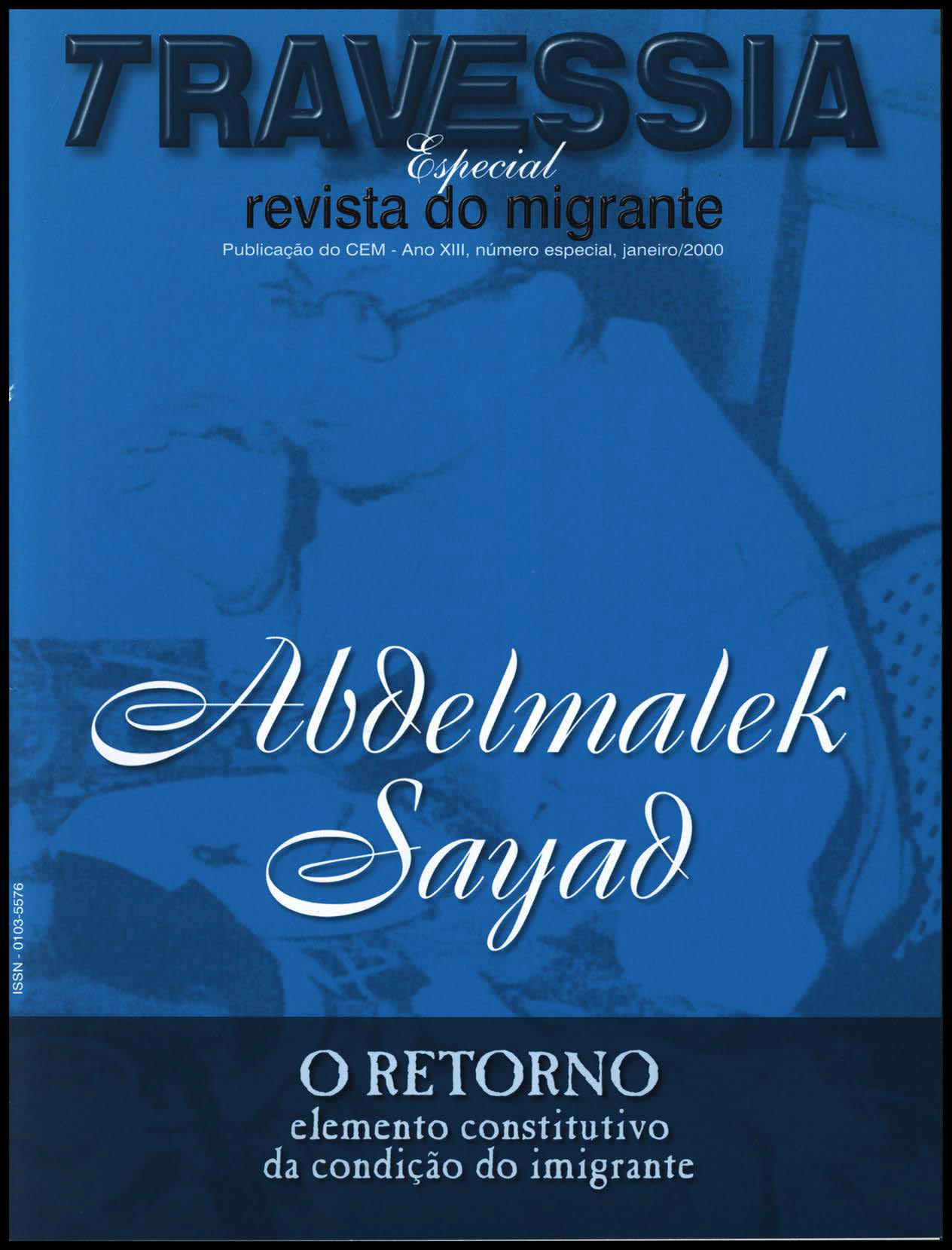
Edição Especial da Travessia, 2000

Classificadas como “missões”, a primeira ocorreu entre o final de agosto e meados de outubro de 1990. A viagem recebeu suporte do convênio internacional firmado entre o CNRS e o CNPq. Através de estudos comparativos com a migração da Cabília para a França, Sayad participou de debates promovidos por pesquisadores do PPGAS/MN sobre as migrações de brasileiros do Nordeste para as capitais do Rio de Janeiro e São Paulo. Em conjunto com os professores do programa, participou de ciclos de conferências no próprio PPGAS/MN, e de dois seminários para um público universitário mais amplo. Nessa mesma estadia, realizou uma viagem ao Recife, que consistiu de visitas em uma usina açucareira, sindicatos de trabalhadores rurais e atividades acadêmicas no então Instituto Joaquim Nabuco e na Universidade Federal de Pernambuco (UFPE). Na volta ao Rio de Janeiro, realizou, ainda, visitas ao Instituto Brasileiro de Análises Sociais e Econômicas (Ibase), em Nova Iguaçu, e na favela da Rocinha.
A segunda viagem de Sayad ao Brasil surge como uma etapa seguinte da primeira estadia no país e esteve, novamente, vinculada a atividades de ensino e pesquisa. Ela ocorreu entre setembro e outubro de 1994 e contou com suporte financeiro do programa CAPES-COFECUB. Além de um intercâmbio acadêmico entre os dois países e atividades de formação de pesquisadores do PPGAS/MN, programadas para durar entre os anos de 1994 e 1997, Sayad, também esteve envolvido em pesquisa que propunha estudos comparativos entre favelas brasileiras e argelinas.
Essas duas viagens de Sayad ao Brasil inserem suas reflexões sobre o mundo social a partir da migração, de maneira mais institucional, na academia brasileira e, possivelmente, na América Latina. Inicialmente, é publicado seu texto “Uma pobreza ‘exótica’: a imigração argelina na França”, pela Revista Brasileira de Ciências Sociais, em 1991. No final de 1994, é convidado por pesquisadores do PPGAS/MN, que compunham o conselho editorial da “Travessia: revista do migrante”, do Centro de Estudos Migratórios (CEM) da Congregação dos Missionários de São Carlos/Escalabrinianos, a elaborar um artigo explorando o tema da migração e retorno. O texto é enviado no ano seguinte. Todavia, diante das dificuldades com a tradução do material e o tamanho do mesmo, ele viria a ser publicado apenas em 2000. Juntamente com as atividades de pesquisa e ensino desenvolvidas no PPGAS/MN, Sayad também concedeu uma entrevista para o Mana: Estudos de Antropologia Social, publicada em 1996. Por fim, em 1998, data de sua morte, é publicada a edição em português do seu clássico livro “A Imigração ou os paradoxos da alteridade”, pela Edusp.

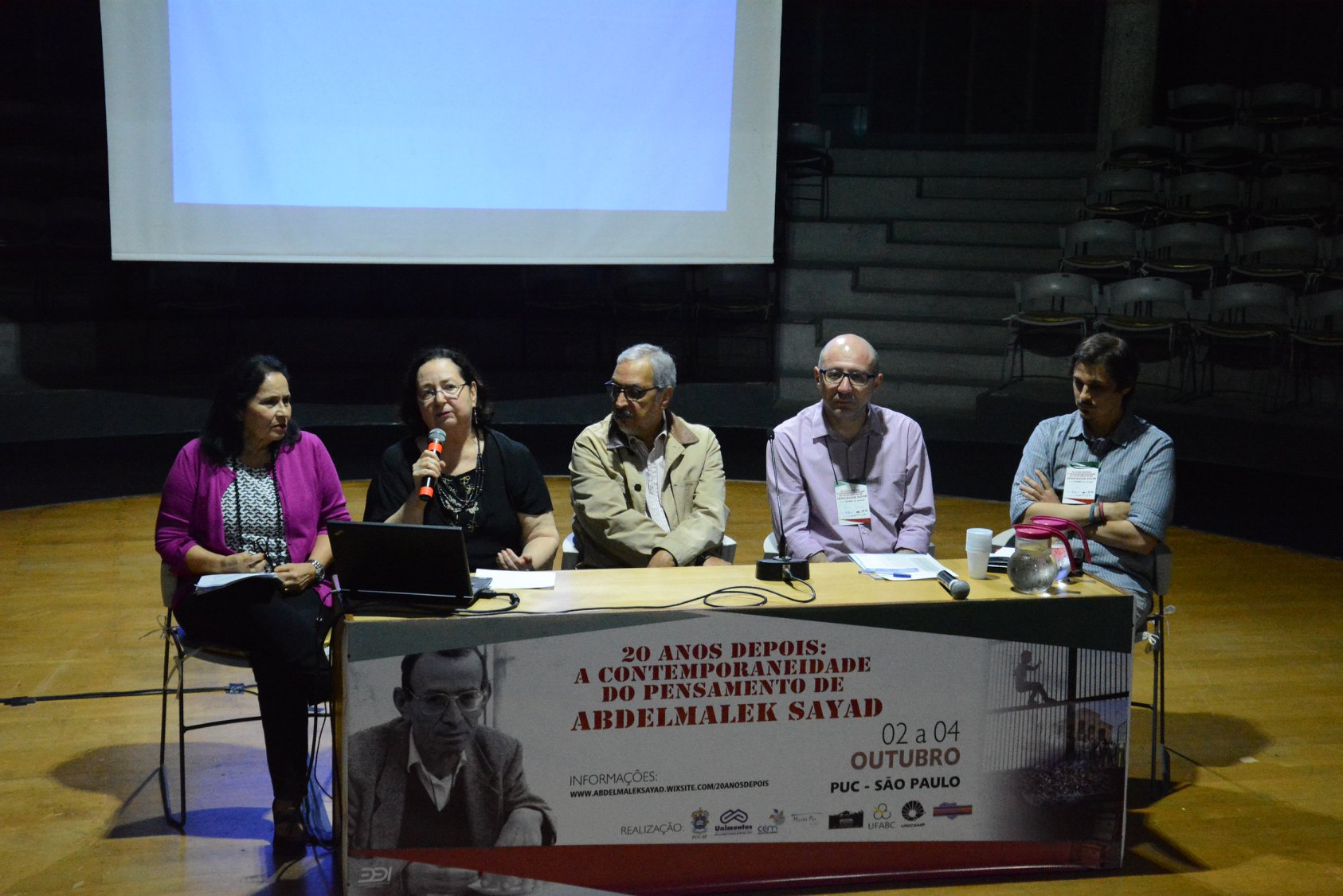
Mesa de Abertura do evento, 2018.

Em 2018, como forma de celebrar o legado intelectual de Sayad, sua contribuição para os estudos migratórios, no Brasil, e relembrá-lo, foi realizado o evento "20 ANOS DEPOIS: a contemporaneidade do pensamento de Abdelmalek Sayad", na Pontifícia Universidade Católica de São Paulo (PUC-SP). Por meio do apoio financeiro da Coordenação de Aperfeiçoamento de Pessoal de Nível Superior (Capes) e institucional da PUC-SP, da Universidade Estadual de Montes Claros (Unimontes) e da Missão Paz, o seminário foi marcado pela reflexão teórica e discussões de dados empíricos à luz das ferramentas conceituais de Sayad e que objetivou agregar pesquisadores no campo dos estudos migratórios de distintas gerações e estágios de carreira. 
Em 2020, com o objetivo de manter o debate sobre a obra de Sayad, no Brasil, e aprofundar pesquisas sobre seus conceitos, é criado o Odisseia: Núcleo de Pesquisa Abdelmalek Sayad, na Universidade Estadual de Montes Claros (Unimontes), certificado e registrado no Conselho Nacional de Desenvolvimento Científico e Tecnológico (CNPq). Desde então, Odisseia tem estimulado a leitura e debate de seus textos entre as gerações mais novas de pesquisadores, através de grupos de estudos, e desenvolvido pesquisas de arquivo com o apoio institucional do CNPq e da Fundação de Amparo à Pesquisa do Estado de Minas Gerais (FAPEMIG).